# Pamvotida-søen
Pamvotida-søen eller Pamvotis (græsk: Λίμνη Παμβώτιδα/Παμβώτις ), almindeligvis også Ioannina-søen (græsk: Λίμνη των Ιωαννίνων, Limni ton Ioanninon) er den største sø i Epirus, beliggende i den centrale del af den regionale enhed Ioanninas i det nordlige Grækenland . Den regionale hovedstad Ioannina mod vest og byen Perama mod nord er bymæssige bebyggelser, der omkranser søen, mens den resterende del af dens periferi består af landbrugsjord. Søen har små fiskerihavne og en bådhavn. Der er en regelmæssig bådforbindelse til Ioannina-øen. Den græske nationalvej 6 går langs den nordsiden af søen

## Geografi
Pamvotida-søen ligger i 470 meters højde syd for Mitsikeli-bjergene. Den får vand fra flere små floder. Den har ingen overfladeudløb, men den afvandes gennem karstiske jordfaldshuller mod floderne Arachthos, Louros og Kalamas. I 1960 blev der bygget en tunnel og en grøft, der afvander fra den nordlige ende af søen til floden Kalamas. Den lille beboede ø Ioannina, hvor Ali Pasha gemte sig i de sidste dage af sin regeringstid, ligger nær den nordlige kyst.

## Biologi
Urbanisering og forurening truer søens økosystem, der er hjemsted for små pattedyr, vandfugle og er rig på fisk og krebsdyr. Eutrofiering resulterer i algeopblomstring om sommeren. Pamvotida-søen er hjemsted for Tsima (Τσίμα), en fiskeart, der er endemisk i søen. To bryozoarter er for nylig blevet rapporteret fra søen.